# Beleg
Pour les articles homonymes, voir Beleg (homonymie).
"Il était d’une grande taille et d’une bonne taille, mais d’une corpulence souple, et ses pas tombaient légèrement sur le sol tandis qu’il s’avançait vers eux, tout vêtu de gris, de vert et de brun – un fils du désert qui ne savait pas sire."
― Túrin, fils de Húrin et Glaurung le Dragon, vv.196-200

Beleg Cúthalion est un personnage du legendarium de Tolkien. Il était un Sinda qui servait le roi Elu Thingol de Doriath. Il était considéré comme le meilleur archer et chasseur de son temps. Il devint un ami et un frère d’armes de Túrin, avant d’être victime de la malédiction qui entourait Túrin.

## Histoire
Avec Mablung, Beleg était l’un des grands capitaines des Sindar. Beleg était capitaine des Gardiens et était donc généralement en service sur les frontières nord de Doriath, près de Brethil, Dimbar et Nan Dungortheb. Beleg portait un arc noir nommé Belthronding, auquel se référait son epessë (nom de famille), et une flèche appelée Dailir.
S’il sortait de Doriath, il était souvent accompagné de Mablung, comme lorsqu’ils assistaient à l’Aderthad de Mereth. Ils furent aussi les seuls Iathrim à rejoindre les armées des Noldor en Nirnaeth Arnoediad.
Il prit part à la chasse au loup, avec le roi Thingol, Mablung, Beren Ercharmion et le grand chien Huan.

### Avec Túrin
Plus tard, il devint un bon ami et un frère d’armes de Túrin Turambar, et se retrouva ainsi pris au piège du destin maudit de Túrin. Pendant longtemps, Túrin a rejoint Beleg à Dimbar.
Lorsque Túrin s’enfuit de Doriath, Beleg reçut de Thingol la permission de le suivre en exil et de lui accorder son pardon pour revenir. Il jugea son arc inadapté à cette tâche et choisit dans l’arsenal de Thingol l’épée Anglachel qu’Eöl avait forgée et donnée à Thingol en hommage. Il l’a prise malgré les avertissements de Melian selon lesquels l’épée possédait la malice de son créateur.
Beleg a été capturé par la bande de hors-la-loi que Túrin dirigeait près d’Amon Rûdh et a été torturé, parce que Túrin n’était pas présent. Il apporta un message de Thingol à Túrin qu’il était libre de retourner à Doriath, mais Túrin négligea l’offre. Après être retourné à Thingol pour apporter la nouvelle, Beleg retourna dans les marches du nord ; quand l’hiver arriva, il se remit en route pour rejoindre Túrin.
Pendant ce temps, les hors-la-loi s’étaient emparés de Bar-en-Danwedh, dans les salles de Mîm, le petit nain.
Avec Túrin, Beleg devint pendant un certain temps capitaine des hors-la-loi contre Morgoth. L’endroit où ils habitaient est devenu connu sous le nom de Dor-Cúarthol, le « Pays de l’arc et du heaume ». Beleg guérit Andróg d’une blessure par flèche, provoquant la haine de Mîm qui non seulement haïssait les Elfes, mais aussi parce qu’Andróg était son ennemi. Lorsque Mîm a été capturé par les Orcs, il n’a pas hésité à révéler où les hors-la-loi avaient trouvé refuge.
Après une bataille acharnée au sommet d’Amon Rûdh, tous les hommes furent tués et Túrin capturé. Beleg fut ligoté et laissé en vie, comme l’exigeait Mîm qui voulait s’occuper personnellement de l’Elfe. Mais Andróg était toujours en vie, bien que mortellement blessé, et il a chassé Mîm et a coupé les liens de Beleg avant de mourir.

### Mort
Beleg suivit les Orcs jusqu’à Taur-nu-Fuin, où il rencontra Gwindor, un Elfe de Nargothrond qui avait été capturé pendant Nirnaeth Arnoediad mais qui s’était échappé de l’esclavage dans les mines de Morgoth. Avec l’aide de Gwindor, qui avait vu passer par la bande d’Orcs, Beleg trouva le camp d’Orcs pendant la nuit. Il tua un à un les loups qui gardaient le camp. Il a ensuite pu sauver Túrin, qui était inconscient à cause des tortures qu’il avait subies, lors d’un orage.
Beleg emporta Túrin hors du camp et coupa ses liens avec son épée. Mais la lame glissa et trancha la chair de Túrin. Se réveillant soudainement et rempli de terribles souvenirs de tortures passées, Túrin ne perçut qu’une forme penchée sur lui avec une lame et crut que les Orcs étaient sur le point de le torturer à nouveau. Se retrouvant les mains libres, dans une rage soudaine de légitime défense, Túrin arracha Anglachel à Beleg et le tua.
Beleg a été enterré avec son arc Belthronding par Túrin et Gwindor. Anglachel était devenu noir et émoussé lorsqu’il avait versé le sang de son maître. Mais Gwindor l’emporta avec lui, car il jugea qu’il valait mieux utiliser la lame pour se venger de Morgoth, plutôt que de la laisser pourrir dans la terre.

## Héritage
Une fois remis du choc d’avoir tué Beleg, Túrin lui fit une chanson, nommée Laer Cú Beleg, le chant du grand arc. Des années plus tard, Túrin a fait face à son destin à Cabed-en-Aras, se suicidant après s’être adressé à Gurthang, qui lui a répondu en mentionnant son crime passé :
oui, je boirai ton sang avec joie, afin d’oublier le sang de Beleg mon maître, et le sang de Brandir injustement tué. Je te tuerai promptement.

## Étymologie
Beleg est un mot sindarin qui signifie « grand, puissant ; grand, grand ».
Cúthalion signifie « arc fort » en sindarin, de cú (« arc ») + thalion (« fort, intrépide »).

## Adaptations
Les récits dans lesquels Beleg apparaît n'ont pas été adaptés à la radio, au cinéma ou à la télévision. Le personnage a néanmoins inspiré les dessinateurs, comme Ted Nasmith.